# كيث سميث (كاتب)
كيث سميث (بالإنجليزية: Keith Smith)‏ هو كاتب للأطفال وكاتب أسترالي، ولد في 4 سبتمبر 1917 في ملبورن في أستراليا، وتوفي في 2 يونيو 2011 في سيدني في أستراليا.